# Danh sách loài Penicillium
Đây là danh sách các loài trong chi Penicillium. Chi này có hơn 300 loài.

## Loài

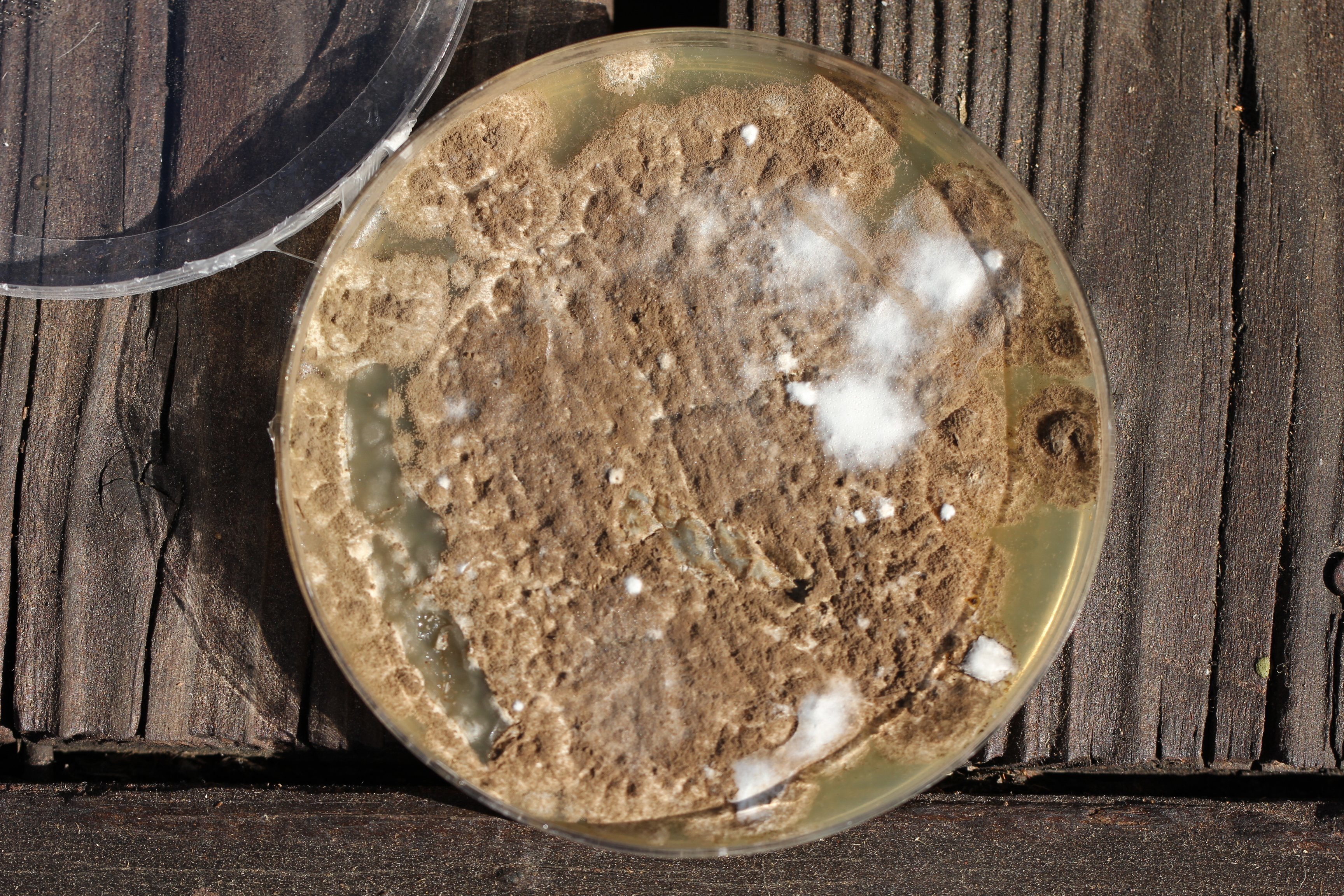
Penicillium conidiophores

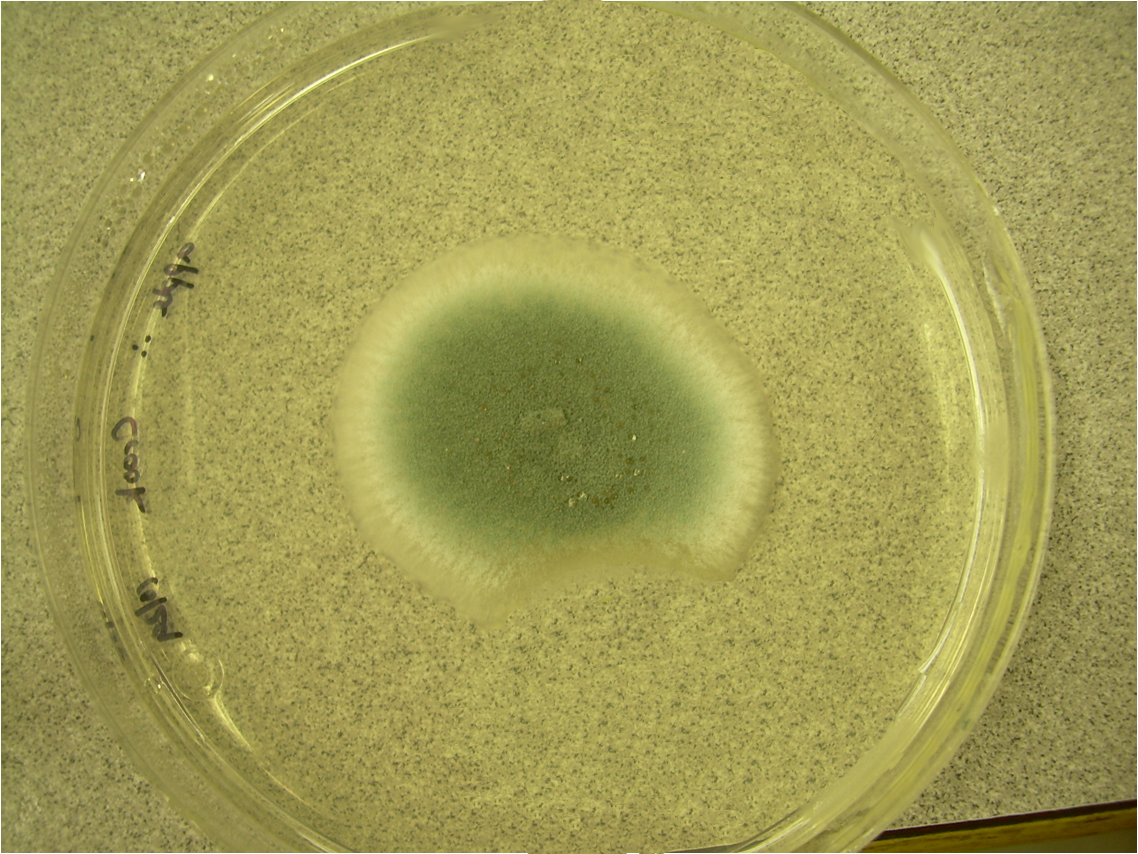
Penicillium digitatum

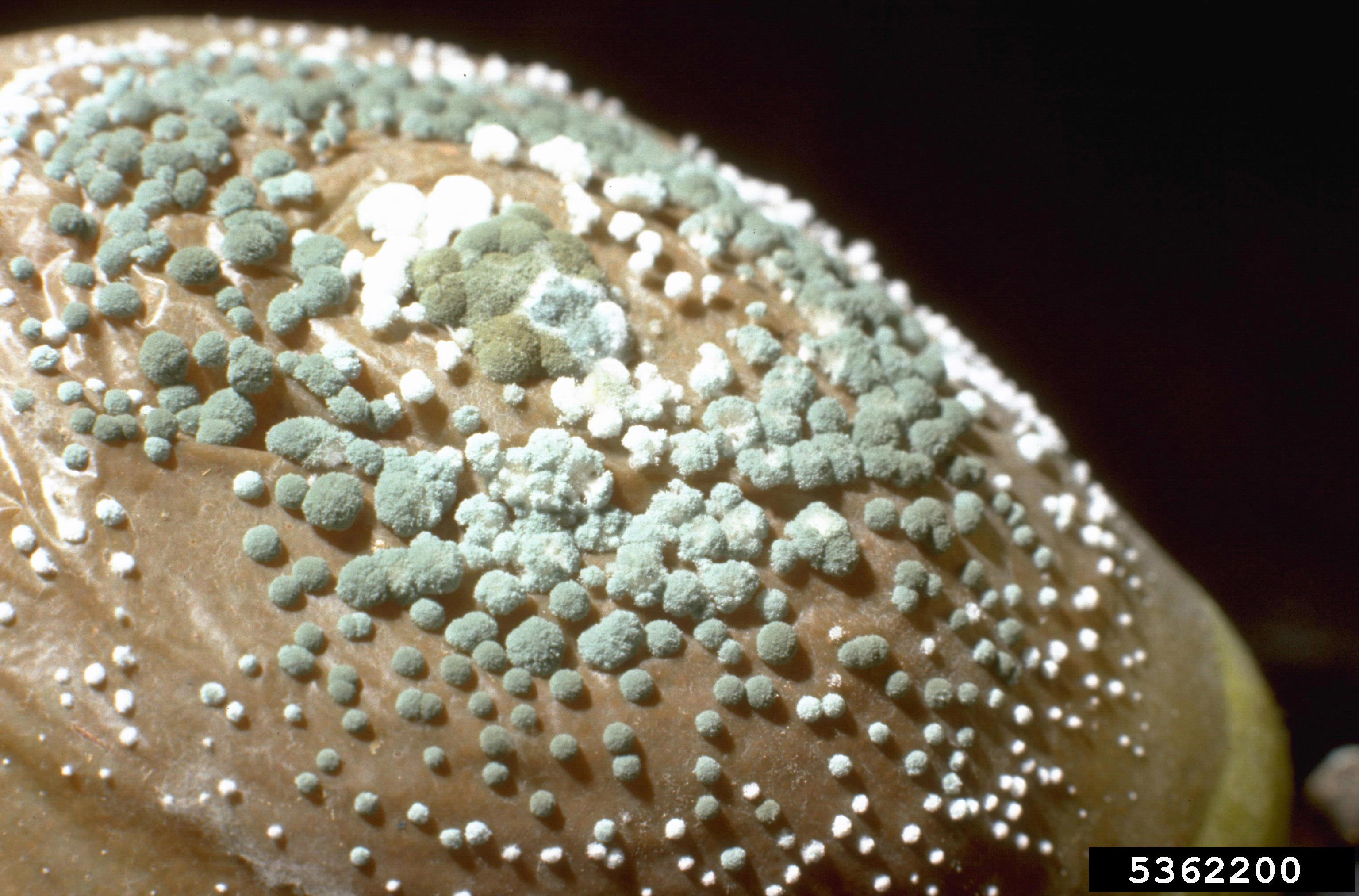
Penicillium expansum

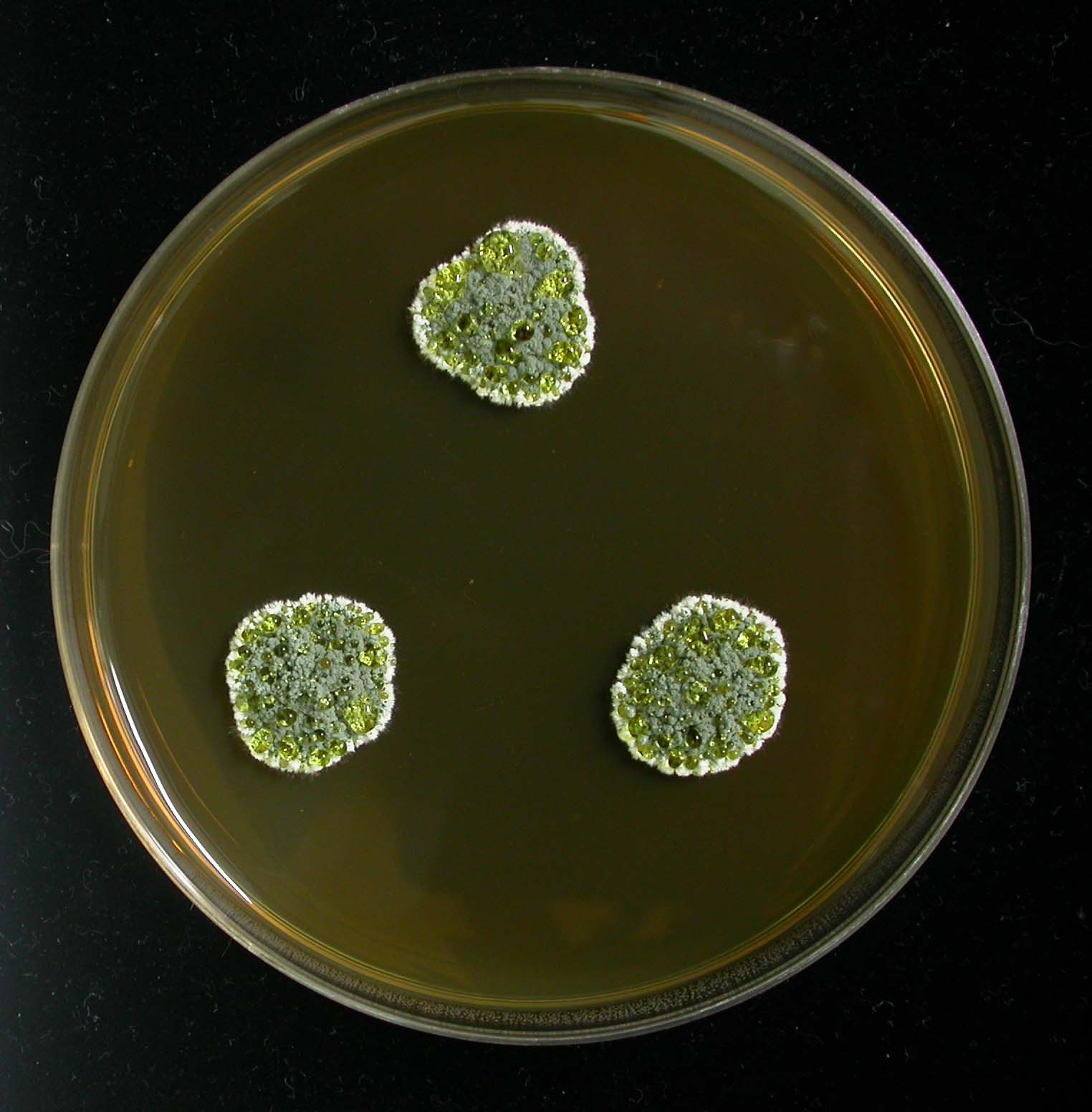
Penicillium glandicola

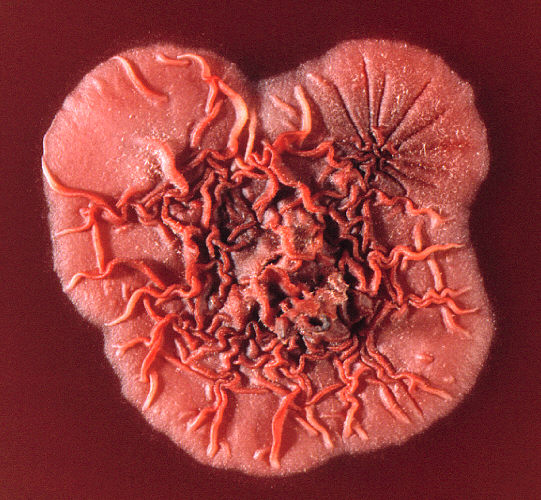
Penicillium marneffei

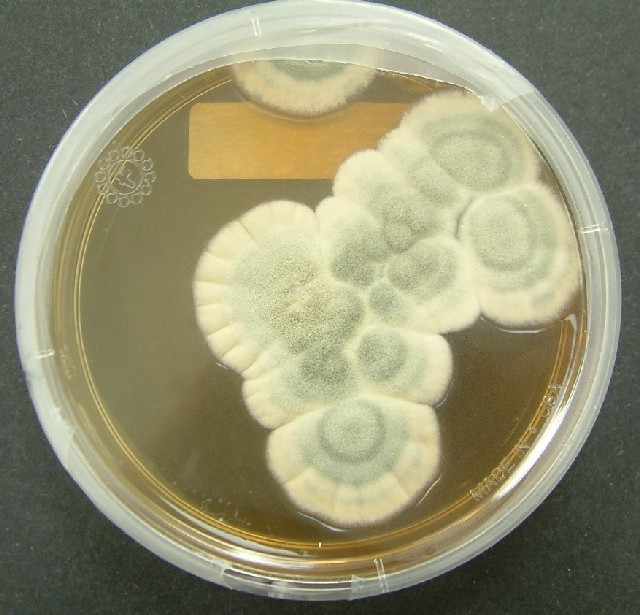
Penicillium notatum

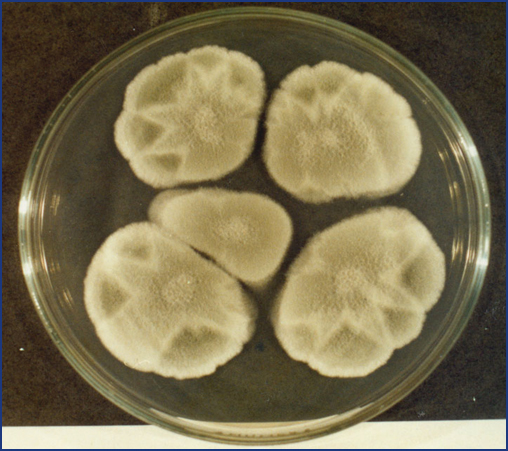
Penicillium purpurogenum

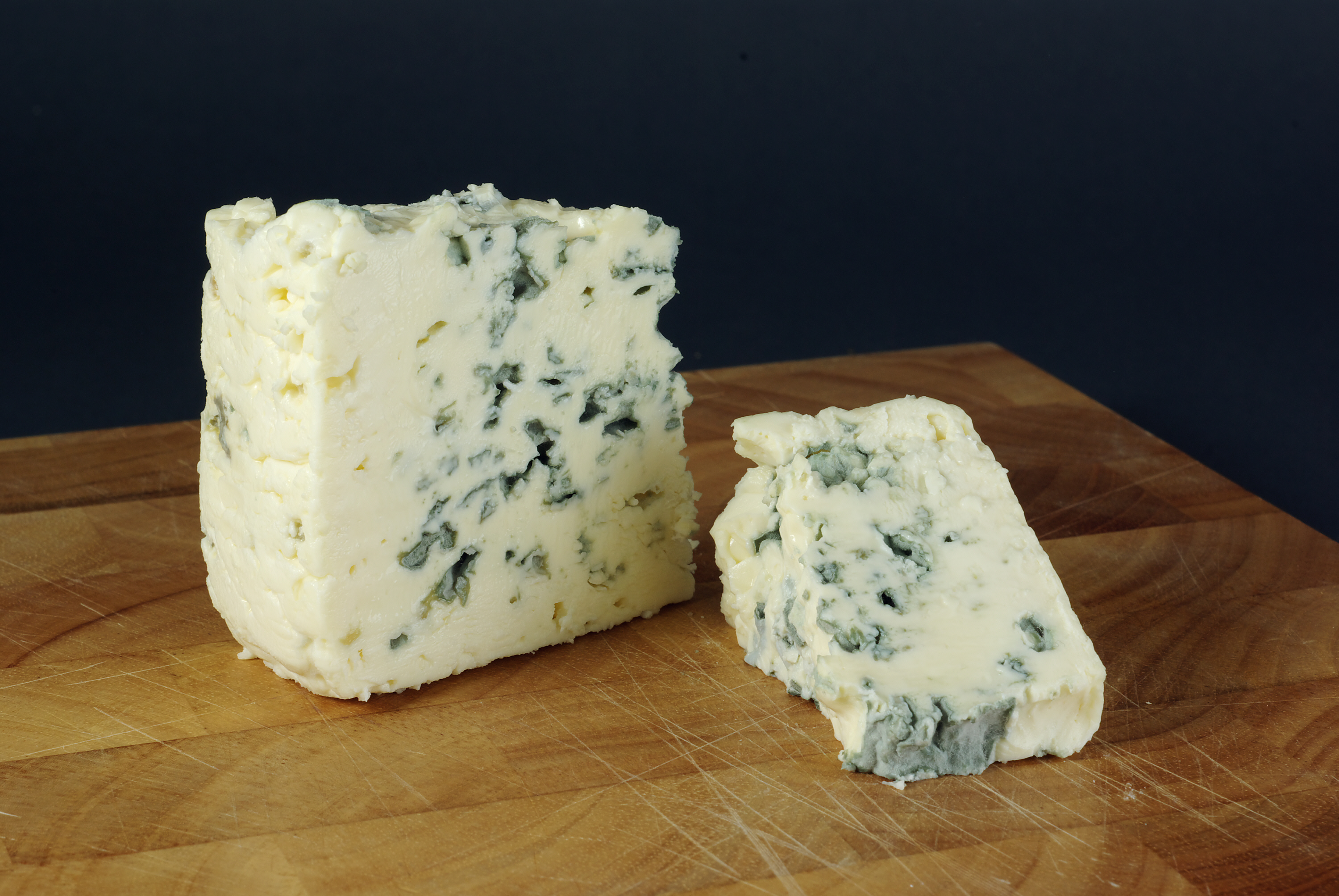
Penicillium roqueforti

Danh sách này không đầy đủ, bạn cũng có thể giúp mở rộng danh sách.
- Penicillium abidjanum[2]
- Penicillium adametzii[2]
- Penicillium adametzioides[2]
- Penicillium aethiopicum[2]
- Penicillium albicans[2]
- Penicillium albidum[2]
- Penicillium albocoremium
- Penicillium alexiae[3]
- Penicillium alfredii[4]
- Penicillium alicantinum[3]
- Penicillium allii
- Penicillium allii-sativi[3]
- Penicillium alutaceum[2]
- Penicillium anatolicum[2]
- Penicillium amagasakiense[3]
- Penicillium amaliae[3]
- Penicillium anatolicum[3]
- Penicillium angulare[3]
- Penicillium angustiporcatum[2]
- Penicillium antarcticum[3]
- Penicillium araracuarense[3]
- Penicillium ardesiacum[3]
- Penicillium arenicola[3]
- Penicillium aragonense[2]
- Penicillium arianeae[3]
- Penicillium ardesiacum[2]
- Penicillium arenicola[2]
- Penicillium argentinense
- Penicillium armarii[4]
- Penicillium astrolabium[3]
- Penicillium asturianum[2]
- Penicillium atramentosum[2]
- Penicillium astrolabium[4]
- Penicillium athertonense[4]
- Penicillium atrosanguineum[2]
- Penicillium atrovenetum[2]
- Penicillium aurantiacobrunneum[4]
- Penicillium aurantiogriseum[2]
- Penicillium aureocephalum[2]
- Penicillium austroafricanum[4]
- Penicillium bilaiae[2]
- Penicillium boreae[2]
- Penicillium bovifimosum[3]
- Penicillium brasilianum[2]
- Penicillium brasiliense
- Penicillium brefeldianum[3]
- Penicillium brevicompactum[2]
- Penicillium brevissimum[2]
- Penicillium brevistipitatum[3]
- Penicillium brocae[2]
- Penicillium brunneoconidiatum[4]
- Penicillium brunneum[2]
- Penicillium buchwaldii[3]
- Penicillium burgense[3]
- Penicillium bussumense[4]
- Penicillium caerulescens[2]
- Penicillium cainii[3]
- Penicillium cairnsense[3]
- Penicillium calidicanium[2]
- Penicillium camemberti[2]
- Penicillium canariense[2]
- Penicillium canescens[2]
- Penicillium canis[4]
- Penicillium caperatum[3]
- Penicillium capsulatum[2]
- Penicillium carneum[2]
- Penicillium cartierense[4]
- Penicillium caseifulvum[3]
- Penicillium catenatum[2]
- Penicillium cavernicola[3]
- Penicillium cecidicola[3]
- Penicillium chalybeum[2]
- Penicillium charlesii[3]
- Penicillium chermesinum[2]
- Penicillium christenseniae[3]
- Penicillium chrysogenum[2]
- Penicillium cinnamopurpureum[3]
- Penicillium citrinum[2]
- Penicillium citrioviride[3]
- Penicillium clavigerum[3]
- Penicillium clavistipitatum[4]
- Penicillium claviforme[2]
- Penicillium cluniae[4]
- Penicillium coalescens[2]
- Penicillium coccotrypicola[4]
- Penicillium coeruleum[2]
- Penicillium coffeae[3]
- Penicillium columnare
- Penicillium commune[2]
- Penicillium concentricum[3]
- Penicillium confertum[3]
- Penicillium contaminatum[4]
- Penicillium coprobium[2]
- Penicillium coprophilum[2]
- Penicillium copticola[3]
- Penicillium coralligerum[3]
- Penicillium cordubense[2]
- Penicillium corylophilum[2]
- Penicillium corynephorum[2]
- Penicillium cosmopolitanum[3]
- Penicillium cremeogriseum[3]
- Penicillium crocicola[3]
- Penicillium crustosum[2]
- Penicillium cryptum[3]
- Penicillium crystallinum[4]
- Penicillium cyaneum[2]
- Penicillium cyclopium[4]
- Penicillium daejeonium[4]
- Penicillium daleae[3]
- Penicillium decaturense[3]
- Penicillium decumbens[2]
- Penicillium dendriticum[2]
- Penicillium desertorum[3]
- Penicillium dierckxii[2]
- Penicillium digitatum[2]
- Penicillium dimorphosporum[2]
- Penicillium dipodomyicola[3]
- Penicillium dipodomyis[3]
- Penicillium discolor[2]
- Penicillium diversum[2]
- Penicillium dodgei[2]
- Penicillium donkii[2]
- Penicillium dravuni[2]
- Penicillium duclauxii[2]
- Penicillium dunedinense[4]
- Penicillium dupontii[2]
- Penicillium echinulatum[2]
- Penicillium egyptiacum[3]
- Penicillium ehrlichii[3]
- Penicillium elleniae[4]
- Penicillium ellipsoideosporum[3]
- Penicillium emmonsii[2]
- Penicillium erubescens[2]
- Penicillium euglaucum[3]
- Penicillium erythromellis[2]
- Penicillium estinogenum[4]
- Penicillium expansum[2]
- Penicillium fagi[3]
- Penicillium farinosum[3]
- Penicillium fasciculatum[2]
- Penicillium fellutanum
- Penicillium fennelliae[2]
- Penicillium flavescens[3]
- Penicillium flavidostipitatum[2]
- Penicillium flavigenum[2]
- Penicillium flavisclerotiatum[4]
- Penicillium formosanum[2]
- Penicillium fractum[2]
- Penicillium freii[2]
- Penicillium frequentans[4]
- Penicillium funiculosum[2]
- Penicillium fuscoglaucum[3]
- Penicillium fuscum[3]
- Penicillium fusisporum[4]
- Penicillium gaditanum[2]
- Penicillium galliacum[4]
- Penicillium georgiense[3]
- Penicillium gerundense[3]
- Penicillium giganteum[3]
- Penicillium gladioli[2]
- Penicillium glandicola[2]
- Penicillium glabrum[3]
- Penicillium gladioli[3]
- Penicillium glandicola[3]
- Penicillium glaucoalbidum[3]
- Penicillium glaucoroseum[4]
- Penicillium glaucum[2]
- Penicillium glycyrrhizacola[4]
- Penicillium godlewskii[3]
- Penicillium goetzii[3]
- Penicillium gossypii[2]
- Penicillium gorlenkoanum[3]
- Penicillium gracilentum[2]
- Penicillium grancanariae[2]
- Penicillium granulatum[2]
- Penicillium grevilleicola[4]
- Penicillium griseofulvum[2]
- Penicillium griseolum[2]
- Penicillium griseopurpureum[4]
- Penicillium griseoroseum[2]
- Penicillium griseum[3]
- Penicillium guanacastense[3]
- Penicillium guttulosum[3]
- Penicillium halotolerans[3]
- Penicillium hennebertii[4]
- Penicillium herquei[2]
- Penicillium heteringtonii[3]
- Penicillium heteromorphum[2]
- Penicillium hetheringtonii[3]
- Penicillium hirayamae[3]
- Penicillium hirsutum[3]
- Penicillium hispanicum[2]
- Penicillium hoeksii[4]
- Penicillium hordei[2]
- Penicillium humicoloides[3]
- Penicillium humuli[2]
- Penicillium hypomycetis[2]
- Penicillium ianthinellum[3]
- Penicillium idahoense[3]
- Penicillium ilerdanum[2]
- Penicillium implicatum[2]
- Penicillium incoloratum[2]
- Penicillium indicum[3]
- Penicillium indonesiae[3]
- Penicillium inflatum[2]
- Penicillium intermedium[2]
- Penicillium infra-aurantiacum[4]
- Penicillium infrapurpureum[4]
- Penicillium inusitatum[2]
- Penicillium isariiforme[2]
- Penicillium islandicum[2]
- Penicillium italicum[2]
- Penicillium jacksonii[3]
- Penicillium jamesonlandense[3]
- Penicillium janczewskii[2]
- Penicillium janthinellum
- Penicillium janthogenum[2]
- Penicillium javanicum[3]
- Penicillium jejuense[5]
- Penicillium jensenii[2]
- Penicillium jiangxiense[4]
- Penicillium johnkrugii[3]
- Penicillium jugoslavicum[3]
- Penicillium kananaskense[2]
- Penicillium katangense[4]
- Penicillium kenraperi[2]
- Penicillium kewense[3]
- Penicillium kiamaense[4]
- Penicillium klebahnii[2]
- Penicillium kloeckeri[2]
- Penicillium kojigenum[3]
- Penicillium kongii[3]
- Penicillium koreense[6]
- Penicillium korosum[3]
- Penicillium kurssanovii[3]
- Penicillium lacus-sarmientei[2]
- Penicillium laeve[4]
- Penicillium lagena[2]
- Penicillium lanosocoeruleum[3]
- Penicillium lanosum[2]
- Penicillium lapatayae[2]
- Penicillium lapidosum[2]
- Penicillium lassenii[2]
- Penicillium lehmanii[2]
- Penicillium lenticrescens[4]
- Penicillium levitum[3]
- Penicillium liani[3]
- Penicillium lignorum[2]
- Penicillium lilacinoechinulatum[4]
- Penicillium limosum[2]
- Penicillium lineolatum[3]
- Penicillium lineatum[2]
- Penicillium lividum[2]
- Penicillium loliense[2]
- Penicillium longicatenatum[4]
- Penicillium longisporum[4]
- Penicillium ludwigii[2]
- Penicillium luteocoeruleum[3]
- Penicillium macedonense[3]
- Penicillium macrosclerotiorum[3]
- Penicillium maclennaniae[2]
- Penicillium madriti[2]
- Penicillium magnielliptisporum[4]
- Penicillium majusculum[2]
- Penicillium malacaense[2]
- Penicillium malachiteum[3]
- Penicillium mali[3]
- Penicillium mallochii[3]
- Penicillium malmesburiense[4]
- Penicillium malodoratum[4]
- Penicillium manginii[3]
- Penicillium mariae-crucis[2]
- Penicillium marinum[3]
- Penicillium marneffei[2]
- Penicillium maximae[3]
- Penicillium megasporum[2]
- Penicillium melanoconidium[2]
- Penicillium meleagrinum[3]
- Penicillium melinii[2]
- Penicillium menonorum[3]
- Penicillium meloforme[2]
- Penicillium meridianum[3]
- Penicillium mexicanum[4]
- Penicillium miczynskii[2]
- Penicillium mimosinum[2]
- Penicillium minioluteum[2]
- Penicillium mirabile[2]
- Penicillium moldavicum[2]
- Penicillium molle[2]
- Penicillium mononematosum[3]
- Penicillium montanense[2]
- Penicillium multicolor[2]
- Penicillium murcianum[2]
- Penicillium nalgiovense[2]
- Penicillium namyslowskii[4]
- Penicillium neocrassum[3]
- Penicillium neoechinulatum[2]
- Penicillium neomiczynskii[3]
- Penicillium nepalense[2]
- Penicillium nilense[2]
- Penicillium nodositatum[2]
- Penicillium nodulum[2]
- Penicillium nordicum[3]
- Penicillium notatum
- Penicillium nothofagi[3]
- Penicillium novae-zeelandiae[2]
- Penicillium oblatum[2]
- Penicillium obscurum[3]
- Penicillium occitanis[3]
- Penicillium ochrochloron[2]
- Penicillium ochrosalmoneum[2]
- Penicillium odoratum[3]
- Penicillium olivicolor[2]
- Penicillium olsonii[2]
- Penicillium onobense[2]
- Penicillium ootensis[2]
- Penicillium ornatum[2]
- Penicillium osmophilum[2]
- Penicillium ovetense[3]
- Penicillium oxalicum[2]
- Penicillium ovatum[4]
- Penicillium pachmariensis[2]
- Penicillium palitans[2]
- Penicillium palmae[2]
- Penicillium palmense[2]
- Penicillium panamense[2]
- Penicillium pancosmium[3]
- Penicillium paneum[2]
- Penicillium paradoxum[4]
- Penicillium paraherquei[3]
- Penicillium parviverrucosum
- Penicillium parvulum[3]
- Penicillium parvum[3]
- Penicillium pasqualense[3]
- Penicillium parmonense[2]
- Penicillium patens[2]
- Penicillium patulum[3]
- Penicillium paxilli[2]
- Penicillium penarojense[4]
- Penicillium persicinum[3]
- Penicillium philippinense[3]
- Penicillium phoeniceum[2]
- Penicillium piceum[2]
- Penicillium pimiteouiense[2]
- Penicillium pinophilum[2]
- Penicillium pinsaporum[2]
- Penicillium pittii[2]
- Penicillium piscarium[3]
- Penicillium polonicum[2]
- Penicillium porphyreum[4]
- Penicillium primulinum[2]
- Penicillium proteolyticum[2]
- Penicillium pseudostromaticum[2]
- Penicillium psychrosexualis[3]
- Penicillium pullum[2]
- Penicillium pulvillorum[3]
- Penicillium pulvis[4]
- Penicillium punicae[3]
- Penicillium purpurescens[2]
- Penicillium purpureum[2]
- Penicillium purpurogenum[2]
- Penicillium pusillum[3]
- Penicillium qii[3]
- Penicillium quebecens[3]
- Penicillium quercetorum[2]
- Penicillium raciborskii[3]
- Penicillium rademirici[2]
- Penicillium radicicola[3]
- Penicillium radicum[2]
- Penicillium raistrickii[2]
- Penicillium ramusculum[3]
- Penicillium ranomafanaense[4]
- Penicillium raperi[2]
- Penicillium raphiae[3]
- Penicillium rasile[2]
- Penicillium regulosum
- Penicillium resedanum[2]
- Penicillium resticulosum[2]
- Penicillium restingae[4]
- Penicillium restrictum[2]
- Penicillium reticulisporum[2]
- Penicillium ribium[3]
- Penicillium rivolii[3]
- Penicillium rolfsii[2]
- Penicillium roqueforti[2]
- Penicillium roseomaculatum[4]
- Penicillium roseopurpureum[2]
- Penicillium roseoviride[4]
- Penicillium rubefaciens[2]
- Penicillium rubens[4]
- Penicillium rubidurum[2]
- Penicillium rubrisclerotium[3]
- Penicillium rubrum[2]
- Penicillium rudallense[4]
- Penicillium rugulosum[2]
- Penicillium sabulosum[2]
- Penicillium sacculum[4]
- Penicillium sajarovii[2]
- Penicillium samsonii[2]
- Penicillium sanguifluum[3]
- Penicillium sartoryi[3]
- Penicillium saturniforme[3]
- Penicillium scabrosum[2]
- Penicillium sclerotigenum[2]
- Penicillium sclerotiorum[2]
- Penicillium senticosum[2]
- Penicillium severskii[2]
- Penicillium shearii[3]
- Penicillium shennonghianum[2]
- Penicillium siamense[2]
- Penicillium simile[3]
- Penicillium simplicissimum[2]
- Penicillium sinaicum[2]
- Penicillium singorense[4]
- Penicillium sizovae[3]
- Penicillium skrjabinii[3]
- Penicillium smithii[2]
- Penicillium solitum[2]
- Penicillium soppii[3]
- Penicillium spathulatum[3]
- Penicillium sphaerum[2]
- Penicillium spinulosum[2]
- Penicillium spirillum[2]
- Penicillium steckii
- Penicillium sterculiniicola[4]
- Penicillium striatisporum[3]
- Penicillium stolkiae[2]
- Penicillium stoloniferum
- Penicillium subarcticum[2]
- Penicillium subericola[3]
- Penicillium sublateritium[2]
- Penicillium sublectaticum[4]
- Penicillium subrubescens[3]
- Penicillium subspinulosum[4]
- Penicillium subtile[2]
- Penicillium sucrivorum[4]
- Penicillium sumatrense[3]
- Penicillium svalbardense[3]
- Penicillium swiecickii[3]
- Penicillium sylvaticum[3]
- Penicillium tardochrysogenum[3]
- Penicillium tardum[3]
- Penicillium tarraconense[2]
- Penicillium taxi[3]
- Penicillium terrenum[3]
- Penicillium terrestre[3]
- Penicillium terrigenum[3]
- Penicillium thiersii[3]
- Penicillium thomii[2]
- Penicillium thymicola[2]
- Penicillium toxicarium[3]
- Penicillium tricolor[2]
- Penicillium tropicoides[3]
- Penicillium tropicum[3]
- Penicillium trzebinskii[3]
- Penicillium tsitsikammaense[3]
- Penicillium tularense[3]
- Penicillium tulipae[3]
- Penicillium turbatum[2]
- Penicillium turcosoconidiatum[3]
- Penicillium turolense[2]
- Penicillium ubiquetum[3]
- Penicillium udagawae[2]
- Penicillium ulaiense[2]
- Penicillium urticae[3]
- Penicillium vagum[3]
- Penicillium valentinum[2]
- Penicillium vancouverense[3]
- Penicillium vanbeymae[2]
- Penicillium vanderhammenii[3]
- Penicillium vanluykii[3]
- Penicillium vanoranjei[7]
- Penicillium variabile[2]
- Penicillium vasconiae[2]
- Penicillium velutinum[2]
- Penicillium venetum[3]
- Penicillium verhagenii[3]
- Penicillium verrucosum[2]
- Penicillium verruculosum[2]
- Penicillium vinaceum[2]
- Penicillium virgatum[2]
- Penicillium viridicatum
- Penicillium viticola[3]
- Penicillium waksmanii[2]
- Penicillium wellingtonense[3]
- Penicillium westlingii[2]
- Penicillium wotroi[3]
- Penicillium XK-2005[3]
- Penicillium yarmokense[3]
- Penicillium yezoense[3]
- Penicillium yugoslavicum[2]
- Penicillium zacinthae[2]
- Penicillium zhuangii[3]
- Penicillium zonatum[2]